# Fareinisme
Le fareinisme ou farinisme est une secte janséniste issue du mouvement convulsionnaire, qui s'est développée à la fin du XVIIIe siècle dans le village de Fareins, dans l'Ain, et s'est poursuivit à Paris, jusqu'en 1805. 

## Histoire

### Un mouvement convulsionnaire
Le jansénisme reprenant la théologie augustinienne, il met au centre de sa conception religieuse, la notion de grâce divine, qui permet à chacun de se rapprocher de l'essence même de Dieu. La grâce divine se matérialise alors par des miracles et notamment des guérisons. Pour les convulsionnaires, l'approbation divine se matérialise par des convulsions puis progressivement ce mouvement va développer un culte autour des violences physiques qui permettraient de se rapprocher davantage de Dieu. Ce mouvement débute à Paris autour de la tombe de François de Pâris (1690-1727), où des femmes effectuent des convulsions. Interdit dès 1733, ce mouvement se popularise dans toute la France, grâce à une tournée de Michel Pinel. 

### Fareins: berceau du mouvement

#### Les frères Bonjour, instigateurs du mouvement

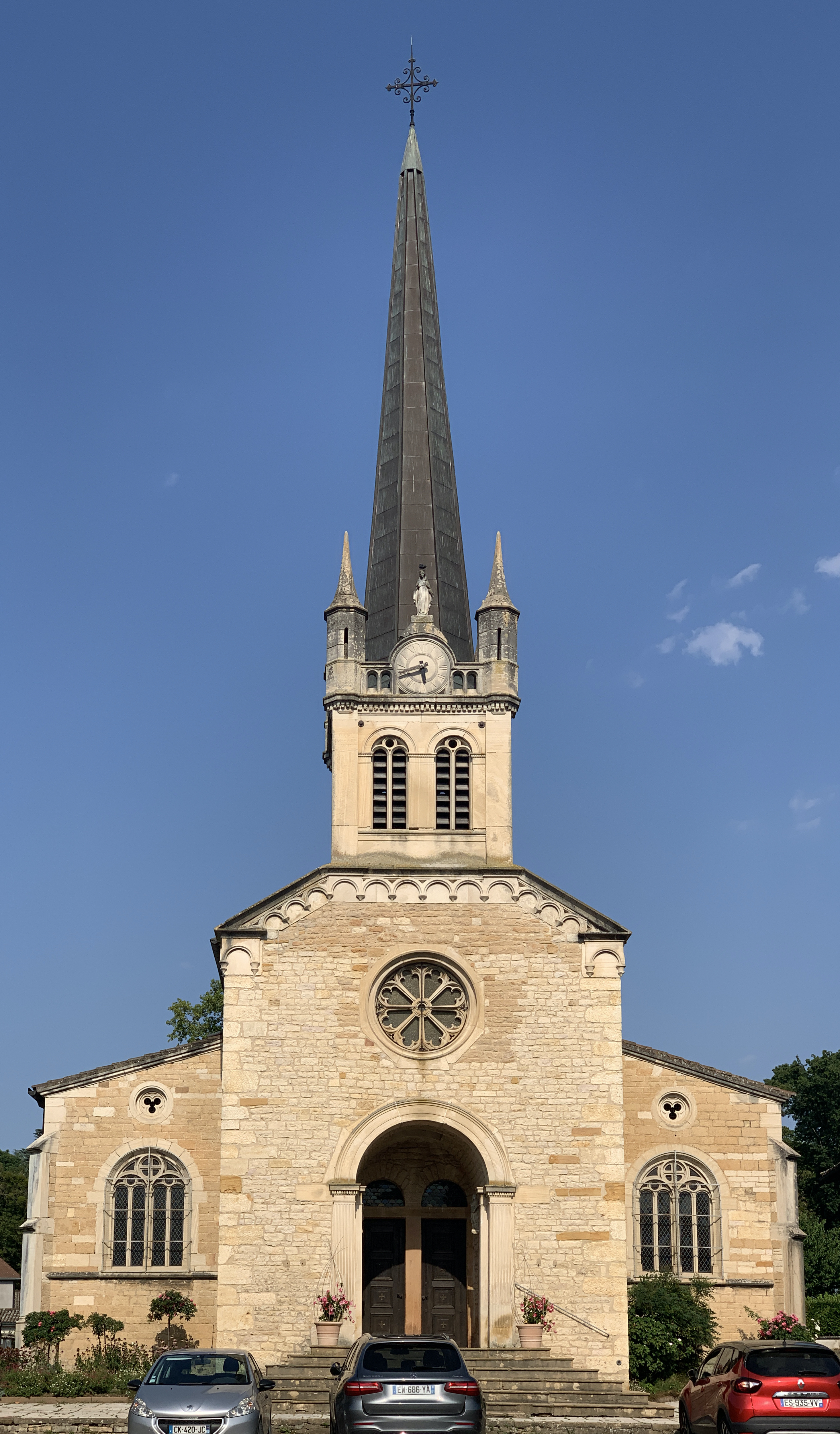
Église Notre Dame de l'Assomption à Fareins

Le mouvement fareiniste débute à Fareins par l'arrivée des frères Bonjour. Ceux-ci sont issus d'une famille de marchands de Pont-d'Ain. L'ainé se prénomme Claude, né en 1744, devient prêtre. Il débute comme professeur de théologie au collège chartreux Saint-Charles de Lyon avant d'occuper sa première cure, celle de Saint-Just-lès-Velay (actuelle Saint-Just-Malmont, en Haute-Loire) en 1771. Il en est chassé en 1774 et deviendra curé de Fareins l'année suivante. Le frère cadet, François Bonjour, né en 1751, devient quant à lui vicaire. Il arrive à Fareins vers 1774 après avoir été vicaire du collège d'Allais dans le Languedoc. C'est lui qui importe le mouvement convulsionnaire à Fareins.

#### Miracles et crucifixion publique
Les témoignages indiquent que François s'enfermait avec les jeunes filles du village et les frappait pour les exorciser. Malgré ces violences, on estime que plus des deux tiers de la population soutenait les frères Bonjour. De même plusieurs « miracles » sont rapportés. Notamment concernant Françoise Chatelard qui en 1783 aurait guérit d'une tumeur au sein en récitant des neuvaines et en apposant l'image de François de Paris sur son sein. Cette même habitante se cassera ensuite la jambe la même année, François Bonjour, lui demandera alors d'abandonner béquilles et atèles et de se lever en pleine messe pour marcher. Mais elle chute à nouveau et se fracture la jambe une seconde fois. La même histoire est rapportée pour une habitante du nom de Marguerite Bernard en 1787. 
François Bonjour ira jusqu'à organiser une crucifixion publique en 1787. En effet, Etiennette Thomasson se porte volontaire pour être crucifiée le 10 octobre 1787 à 15 heures dans la chapelle de la Vierge de l'église de Fareins. Pour ce faire, les frères Bonjour enfoncent des clous avec un marteau dans les mains et les pieds de la convulsionnaire. Cette dernière perd un demi-verre de sang et son seul cri est « Oh mon Dieu ! ». Les clous sont ensuite arrachés, elle tombe et se met à prier, les bras en croix. On lui marche sur ses membres transpercés.

#### Bannissement et arrestation

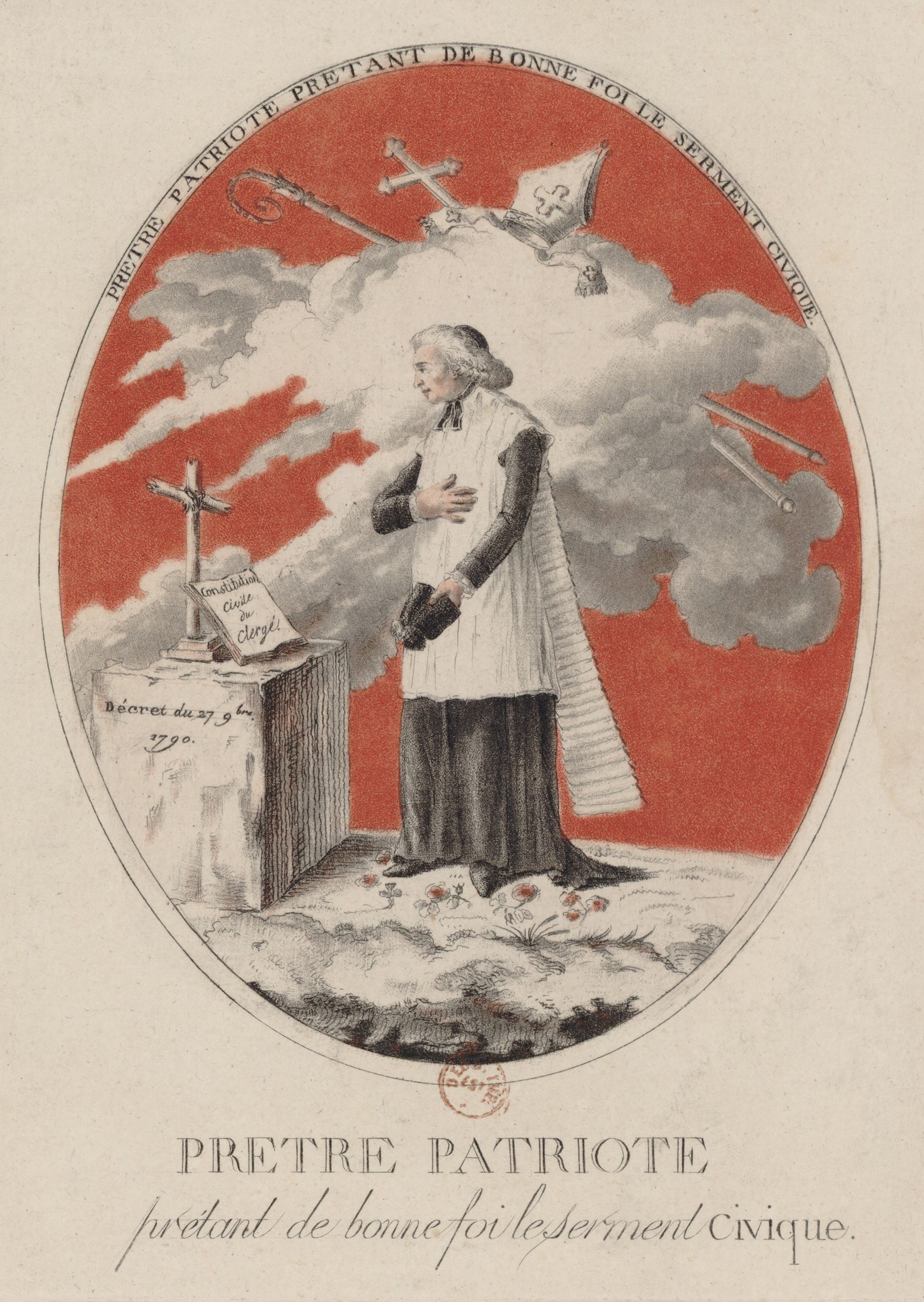
Prêtre prêtant le serment civique sous la Révolution

Cet épisode marque la chute des frères Bonjour qui sont alors déclarés hérésiarques pour l'Eglise. Ils sont remplacés par des prêtres auxiliaires. Jean-Marie François Merlino (1737-1805), conseiller de la sénéchaussée de Dombes, parvient à faire arrêter et emprisonner François Bonjour, au monastère de Tanlay. Il s'évadera de nuit grâce à un échafaudage de maçons. L'archevêque de Lyon, Antoine de Malvin de Montazet (1713-1788) bannit les deux frères. Le procès des frères débute alors à Paris.

### L'importation du mouvement à Paris

#### Le soutien à la Révolution
Le procès va faire l'objet de nombreux rebondissements et va être victime de la Révolution française. L'affaire fait également couler l'encre des journaux révolutionnaires Lyonnais (le Surveillant et le Journal de Lyon) qui se répondent par éditoriaux interposés. En effet, les fareinistes prennent rapidement position en faveur de la Révolution et s'oppose à l'Église, puisque celle-ci souhaite les condamner. Ce positionnement leur attire les faveurs des révolutionnaires. François Bonjour s'entoure notamment de personnes qui seront ensuite impliquées dans la Terreur. Ainsi, fin 1791, les frères sont relâchés au motif d'un vice de forme. Si Claude reste à Lyon, François s'installe à Paris. Tous deux prêtèrent le serment civique à la Révolution. Il y est accompagné de nombreux fidèles notamment Etienne Thomasson, mais aussi ses maîtresses, Claudine Dauphan et Benoite-Françoise Monnier, avec qui il s'installe en ménage.

#### Naissance d'un nouveau Messie
Le jeudi saint 1791, Claudine Dauphan a une vision : elle va donner naissance au prophète Élie. Israël-Élie, né le 18 août 1792. Le communauté fareiniste va donc se restructurer autour de cette naissance. À partir de 1799, une prophétesse convulsionnaire parisienne, appelée sœur Élisée, tient des discours prophétiques en extase, durant lesquels les freinistes considèrent que l’Esprit Saint résidant dans le corps du petit Élie Bonjour prend possession du corps et de la voix de la prophétesse. Progressivement, des conflits éclatent entre sœur Elisée et les parents de l'enfant entrainant la marginalisation de la Prophétesse. Le mouvement comptait alors une centaine de membres.

#### Disparition du mouvement

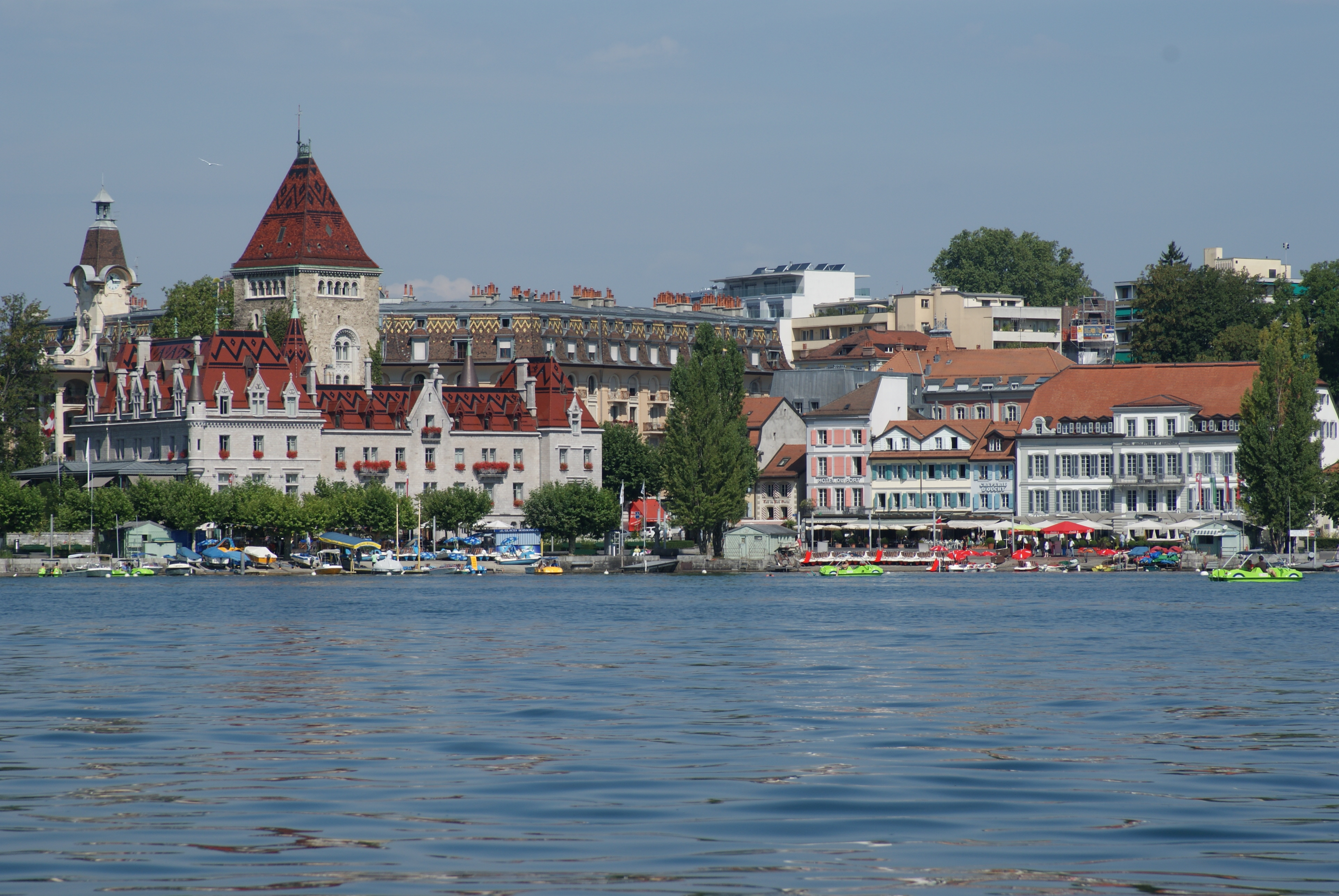
Ouchy, près de Lausanne

Face aux désordres provoqués par ce mouvement, Napoléon fait arrêter la famille de François Bonjour, qui est expulsée à Ouchy, en Suisse, le 21 janvier 1805. Les sources concernant Claude Bonjour sont partagées, certaines indiquent qu'il quitte le mouvement et s'installe comme imprimeur à Ribemont, dans l'Aisne, où il décédera en 1814. D'autres indiquent qu'il s'installe lui aussi à Ouchy, où il décède en 1814. Le mouvement s'essouffle donc et ne reprendra pas malgré le retour de François Bonjour en France en 1818. Son fils, le messie Elie s'installe à Paris où il devient fabriquant de laine. Il prendra part à l'insurrection républicaine de juin 1832 et sera cité par Victor Hugo dans Les Misérables. Le mouvement disparait alors même si des membres étaient encore recensés dans les années 1950. 

## Dogme

### Une utopie millénariste
La pensée principale des fareinistes est l'imminence du retour du Christ sur terre comme annoncé dans l'Apocalypse. Cette doctrine millénariste est propre au jansénisme de la fin du XVIIIe siècle. Le second pendant de cette pensée utopiste est le retour à l'Eglise primitive des premiers apôtres.

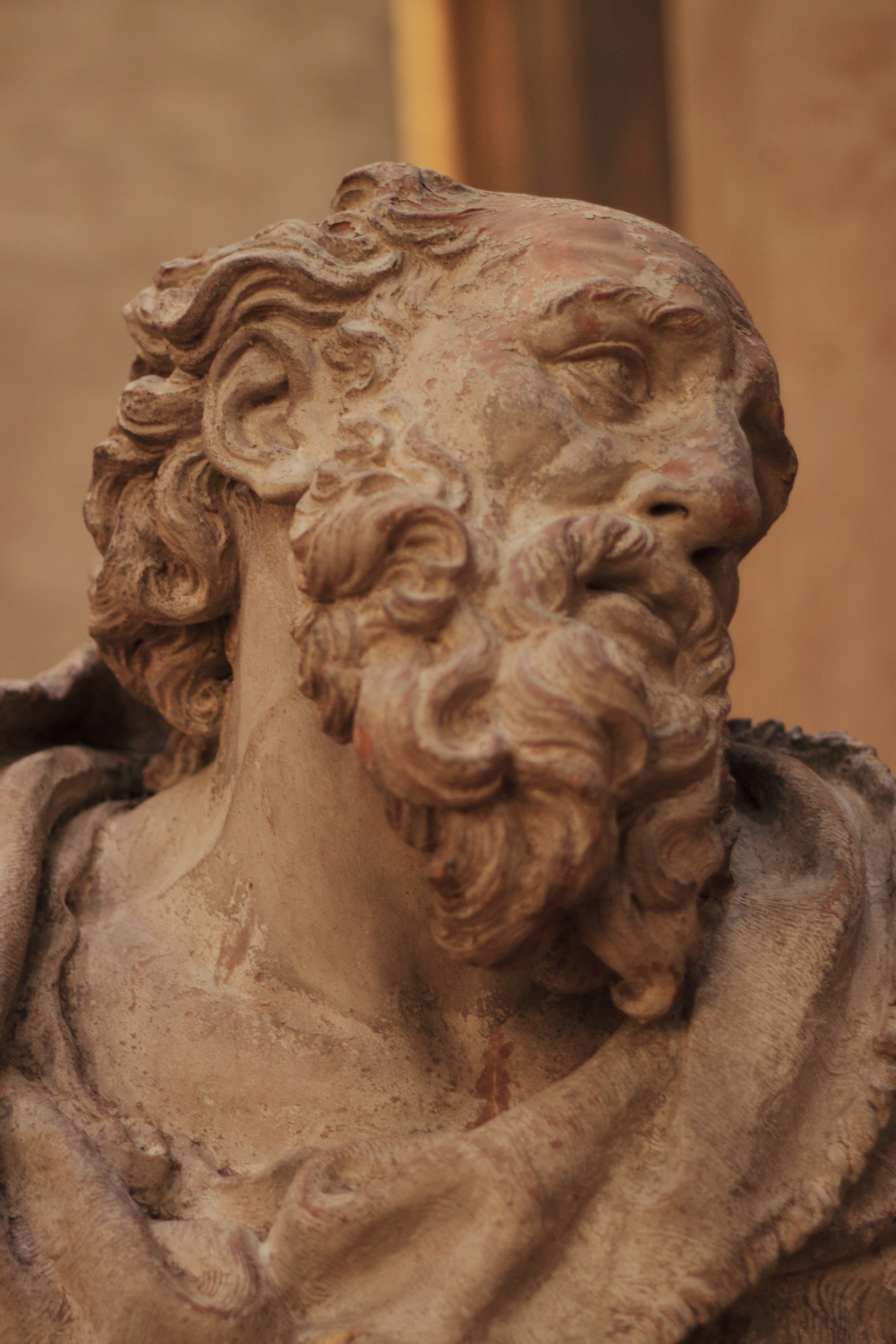
Le prophète Elie par Marc Arcis

Dans la conception fareiniste, la figure d'Israël-Elie Bonjour est centrale. Il est à la fois la réincarnation du prophète Élie et le Paraclet, l’Esprit Saint devant régner conjointement avec le Christ pendant le règne de mille ans. La conception fareiniste remplace progressivement le culte du Christ par celui de l'Esprit. La secte s'oppose fortement à l'Église catholique qui est vue comme corrompue et dont les servants sont comparés aux prêtres de Baal dans l'Ancien Testament. À l'inverse, les fareinistes souhaitent une religion dépouillée et réduite à la stricte nécessité. Les rituels doivent être simplifiés et uniquement centrés sur les textes. De même, le culte des saints doit être abandonné. Les discours de sœur Elisée font aussi apparaitre Bonaparte comme la réincarnation de Cyrus, roi des perses, qui libéra les juifs de Babylone dans l'Ancien Testament. Bonaparte sera donc celui qui rétablira l'ordre religieux et permettra le retour des juifs et de l'Eglise primitive sur Terre.

### La réconciliation des Juifs et des gentils
Le mouvement se caractérise par l’admiration portée à l’Israël biblique. Cela se traduit par le développement d'une théologie millénariste dans laquelle le retour du Christ doit se traduire par les noces finales du peuple élu et des élus « gentils ». En effet, le retour à l'Eglise primitive impliquait le retour du judaïsme. Il semblerait d'ailleurs que des juifs aient fait partie du groupe de sœur Elisée et que des mariages mixtes aient eu lieu. 

### Un groupe figuriste
Les fareinistes adopte la théologie figuriste. Cette méthode visait originellement à déchiffre le sens caché des textes religieux. Ce système théologique fournit à ses adeptes un vocable allégorique et codé qui leur permet de se justifier, de s’opposer et de polémiquer entre eux. Ce système entraine un rempli du groupe fareiniste sur lui-même. Il est séparé des autres groupes religieux qui n'ont pas adopté les mêmes codes pour décrypter les textes. Ainsi, les adeptes de sœur Elisée sont tous renommés par un nom de l'Ancien Testament. De même, la symbolique des noces est fréquemment utilisée. Elle représente tour à tour, l'union avec Dieu, avec le Saint Esprit, la réconciliation entre Juifs et gentils (et donc le retour à la Vérité de l'Ancien Testament). De même des baptêmes et des mariages mystiques sont fréquemment effectués.